# Keszi Imre
Keszi Imre (eredeti neve: Kramer Imre) (Budapest, Józsefváros, 1910. június 16. – Budapest, 1974. november 26.) magyar író, kritikus, zenetudós, műfordító, pedagógus, egyetemi tanár; a Nyugat „harmadik nemzedéké”-nek eredeti tehetségű, nagy műgonddal és kivételes felkészültséggel alkotó, bravúros stílusú képviselője.
Felesége 1937-től Hajnal Anna (1907–1977) József Attila-díjas (1966) költőnő.

## Életpályája
Kramer Malkiel hitközségi titkár és Tauber Matild fia. A Budapesti Tudományegyetemen szerzett bölcsész oklevelet. Ezzel egyidejűleg a Zeneművészeti Főiskola hallgatója volt, Kodály Zoltán tanítványaként. A Horthy-korszakban középiskolai pedagógus volt. 1942-től több ízben is behívták munkaszolgálatra. 1946–1949 között a Szabad Nép kulturális rovatvezetőjeként és az Emberség című folyóirat szerkesztőjeként dolgozott. 1951–1957 között a Színház- és Filmművészeti Főiskola irodalomtanára volt. 1957 után csak az irodalomnak és a zenekritikának szentelte életét.
Pályáját versírással kezdte. 1935-től novelláit, zenekritikáit rendszeresen közölte a Nyugat, a Válasz és a Szép Szó. 1940-ben jelent meg a zsidókérdéssel foglalkozó műve, A könyv népe.
1944-ben, közvetlenül a német megszállást megelőzően publikálta A várakozók lakomája című novelláskötetét, melynek sajátos hangulata, egyéni stílusa és művészi varázsa feltűnést keltett az értő olvasók körében. Az életművének csúcspontját jelentő, költőien tragikus Elysium című regényét 1958-as megjelenése óta több idegen nyelvre is lefordították, joggal állíthatjuk tehát, hogy nemzetközi sikert aratott.
Nagy ambíciója volt, hogy regényciklus keretében fogalmazza meg mondanivalóját a magyar polgárság felemelkedéséről és hanyatlásáról. Két családot választott hőséül az 1840-es évektől a második világháborút követő esztendőkig terjedő történetben: egy liberális, a polgári értékek felé forduló nemesi famíliát, s egy elmagyarosodott zsidó kereskedőcsaládot. A ciklus nyitódarabját, az Alapkő című, az 1848-as szabadságharc és a Bach-korszak idején játszódó történelmi regényt 1952-ben vetette papírra. Noha a későbbiekben is sokat dolgozott e vállalkozásán, a sorozatot  végül nem fejezte be.
A Vajda János Társaság tagja volt.

## Politikai szerepvállalása
A fasizmus üldöztetését túlélve a felszabadulás után az elsők között csatlakozott a Magyar Kommunista Párthoz, s a párt hivatalos lapjában, a Szabad Népben kulturális rovatvezetőként a szó szoros értelmében „kritikai diktatúrát” gyakorolt 1946-tól 1949-ig. Harcias kritikái a legkisebb eltérést sem engedték a hivatalos vonaltól. Jobban emlékeztettek az ügyészi vádbeszédekre, semmint higgadt, az egyes alkotók tehetségét objektíven felmérő esztétikai elemzésekre. A formálódó új ideológia nevében Keszi a magyar kultúra olyan nagyjainak a margóra szorításában segédkezett, mint Hamvas Béla, Kerényi Károly, Márai Sándor, Babits Mihály, Weöres Sándor, Halász Gábor és Szerb Antal.
Mint a Rákosi-korszak irodalomkritikájának rettegett képviselője a maga szűklátókörű, dogmatikus szemléletével nagy ellenszenvet váltott ki a korszak irodalmi életének szereplői körében, s a személyi kultusz időszakát követően háttérbe szorult.
Életének a hatalomtól elbódult időszakáról egyébként Határ Győző is megemlékezik a maga önéletrajzi kötetében. Azt írja, hogy Keszi Imre, „mint titkon-ájtatos manó és belterjes zenerajongó, nemcsak szolgaian, de szívből, túlteljesítve hajtotta végre” Révai József utasításait, és „örült neki, amikor a párt az irodalmi verőember szerepét osztotta rá.”

## Művei jellemzői
Életművéből kimagaslik Elysium című regénye. Ez a mű, ami egy tízéves kisfiú deportálásának, gyermeklágerben, orvosi kísérletek alanyaként töltött hónapjainak, majd a gázkamrában lelt halálának története mellett a szülők sikertelen mentőakcióit és budapesti bujkálását választotta témájául, hazai holokausztirodalmunk gyöngyszeme; igazi remekmű. Az 1950-es éveknek a vészkorszak borzalmait megidéző epikájából leginkább ez az alkotás maradt meg az irodalmi köztudatban. (Szántó Erika nagysikerű, időtálló filmet rendezett belőle Bács Ferenc, Szilágyi Tibor és Ráckevei Anna főszereplésével.)
Az Elysiumot mint a holokauszt első művészi erejű ábrázolását igyekeztek az irodalmi kánonba beemelni értő olvasói, de mivel Keszi Imre hitelesen, nem feltétlenül pozitívan festi le a korszak jellegzetes figuráit: a csendőröket, a Zsidó Tanács tisztségviselőit, a magyar katonatiszteket és a minisztériumi vezetőket, valamint a zsidóság egyes csoportjainak képviselőit, a mű sokak érzékenységébe ütközött, sokakat sértett.
A mű ugyanakkor más tekintetben igazodik az 1959-es megjelenése idején irányadó politikai elvárásokhoz: a felszabadító szovjet katona az, aki a regény katarzisát elhozza.
Mint azt Pelle János elemzése megállapítja, Keszi nem Anna Seghers antifasiszta hangján szólal meg, sokkal közelebb áll hozzá Albert Camus szenvtelen tárgyilagossága. Vagy, ha a holokauszt-túlélők között keresünk analógiát: Primo Levié. Nem véletlen, hogy az utóbbi két szerző erősen hatott Kertész Imrére, aki biztosan olvasta Keszit is, mielőtt az 1960-as években a Sorstalanság megírásába fogott.
A Sorstalanság számos motívuma ugyanis megegyezik az Elysiuméival. Szembeszökő, hogy mindkét mű főhőse Gyuri nevű kamaszfiú, akiket akkor gyűjtenek be és deportálnak, amikor otthonukat elhagyva éppen a tömegközlekedést, azaz a villamost, illetve az autóbuszt veszik igénybe. Szekeres Gyurka kezdetben éppen úgy kalandként fogja fel a rabságot, mint Köves Gyuri, ám ami a legfőbb: Keszi Imre regényében a gyűjtőtáborba került gyerekek iparszerű méretekben történő elpusztítása valamiféle bizarr játékot imitálva megy végbe, s ez határozottan egybecseng Kertész elbeszélőjének sokakat megbotránkoztató, elhíresült mondatával, amely szerint a holokauszt egyfajta diákcsíny benyomását keltette.
Párhuzam továbbá, hogy az Elysium Gyurkája – ugyanúgy, mint utóbb Kertész Köves Gyurija – birkózik zsidó identitásával. Azután, hogy elhurcolják, így tanakodik: „Mi az tulajdonképpen, hogy zsidó? Jó lenne, ha nem lennék zsidó? Furcsa lenne, mert születésem óta mindig az voltam, és ha nem lennék zsidó, akkor nem lennék én.” A két mű között egyezés még sajátos humoruk. Az Elysiumnak a Magvető Kiadó által írt fülszövegében is kiemelik, hogy a fasizmus borzalmai „torzan derűs, groteszk helyzetek hátterében” mutatkoznak meg.
Említést érdemel, hogy az Elysiumot nemcsak németre és franciára fordították le, hanem japánra is. Mint azt a Prae című folyóiratból megtudhatjuk, a műnek Japánban volt is kritikai visszhangja. Kuvasima Kenicsi Keszi és irodalma című cikkében a mű humanista jellegére mutatott rá, míg Szugiura Minpej így összegezte a véleményét: „Eme mű bizonyos értelemben az ellenállás regénye, és mindennél erőteljesebben festi le a peremre szorult zsidóság sorsát, mentalitását és egyedi életfilozófiáját.”
Keszi Imre munkásságának másik csúcsa A végtelen dallam című, Richard Wagnerről szóló életrajzregény. Itt legjobb írói formáját mutatja: stílusában, szerkezetében, korfestésében és jellemábrázolásában egyaránt bravúros teljesítményt nyújt.
A kritika álláspontja szerint Keszi Imre életművének három alappillére van: a zsidó tradíció, a játék és a valóság elválaszthatatlan kapcsolata, továbbá az a végtelen dallam, amelyet a zene szüntelen jelenléte kölcsönöz műveinek.
A magyar irodalom arcképcsarnokában a Keszi Imre munkásságát ismertető rész azzal az értékítélettel zárul, hogy „nemzedékének egyik legjobb írója volt”.

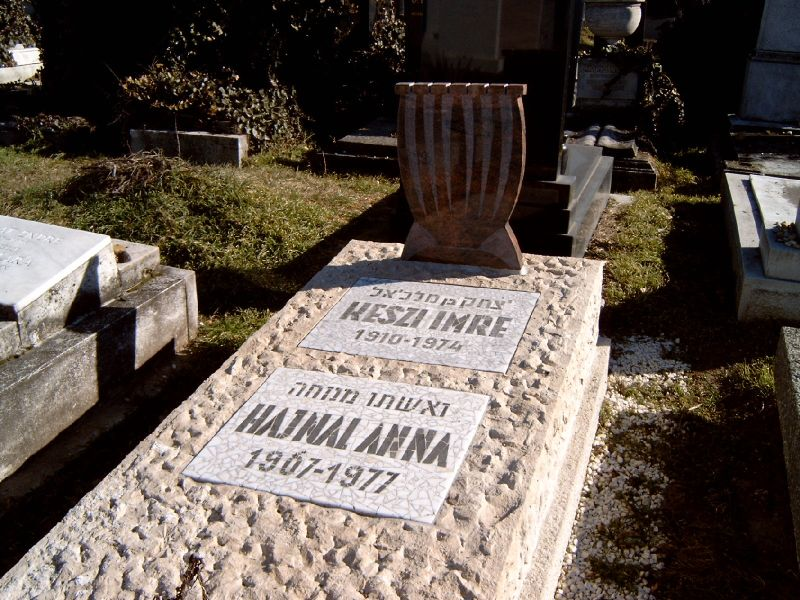
Keszi Imre és Hajnal Anna sírja a Kozma utcai izraelita temetőben

## Színházi művei
A Színházi Adattárban regisztrált bemutatóinak száma: 1.
- Törvényen kívül (1956) - a Jókai Színházban bemutatott darab főszerepeit Bara Margit és Somogyvári Rudolf játszották[18][19][20]

## Művei
- A magyarországi német népdal (1933)
- A versírás mesterség (versek, 1934)
- Németh László és a zsidóság (tanulmány, 1937)
- A könyv népe. A zsidó szellem és irodalom kérdéséhez (tanulmány, 1940)
- A várakozás lakomája (elbeszélés, 1944)
- A sziget ostroma (tanulmányok, 1948)
- Alapkő (regény, 1952)
- Bukott emberek (színmű, 1955)
- Törvényen kívül (színmű, 1956)
- Borszeszláng (novellák, 1958)
- Elysium (regény, 1958, film: 1986)[21]
- Szőlőből bor (regény, 1961)
- Örvényes Csóri (regény, 1962)
- A végtelen dallam (Richard Wagner életregénye, 1963)
- Flóra Lágymányoson (regény, 1965)
- Babiloni vályog (esszék, 1968)
- A halhatatlanság szamárfülei (Lassú Tamás zeneszerző emlékiratai, regény, 1971)
- Bakacsin és bukfenc (drámák, hangjátékok, 1971)
- Pest-Buda (zenetörténeti kalauz, 1973)
- Lelkek a mérlegen (novellák, 1977)
- Válogatott zenei írások (1983)

## Emlékezete

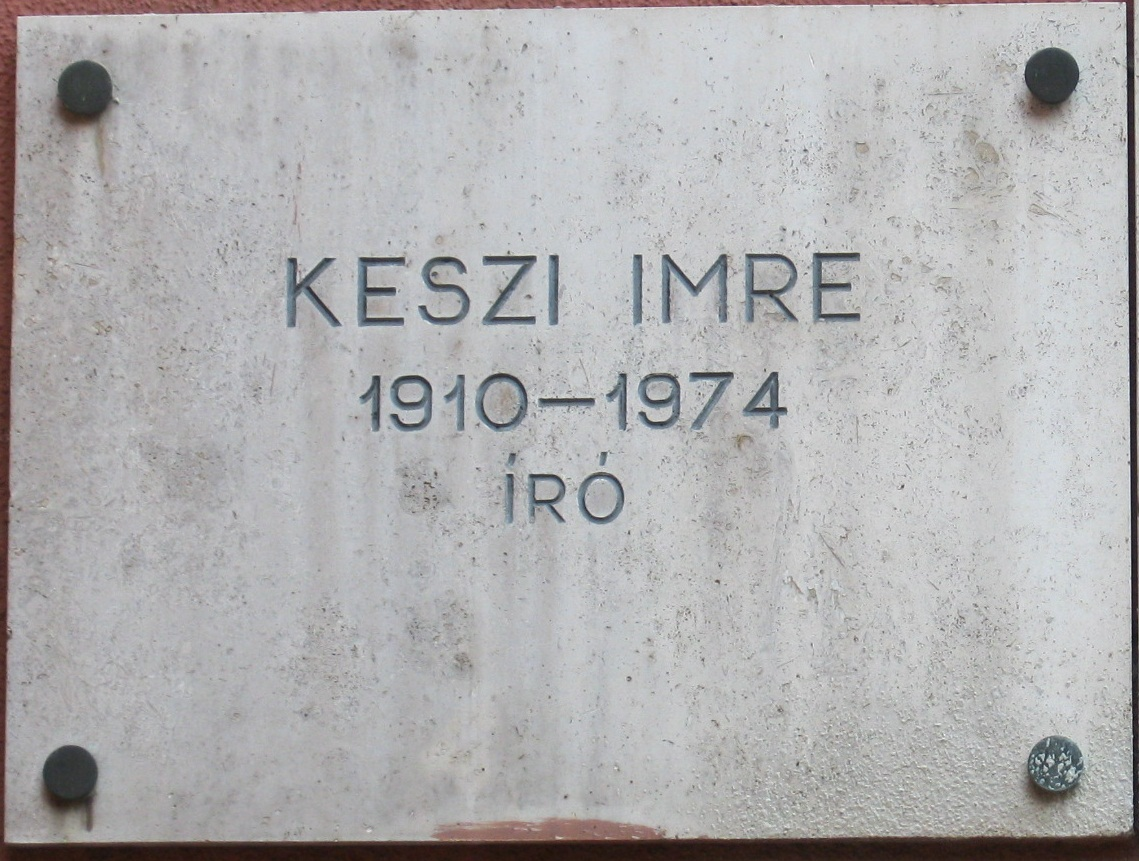
Emléktáblája Budapest XIV. kerületében

- Egykori lakóhelyén, Budapest XIV. kerületében, a Stefánia út 61. szám alatt található emléktáblája (felesége emléktáblája mellett).